# 埃德蒙茲縣 (南達科他州)
埃德蒙茲縣（英語：Edmunds County）是美國南達科他州北部的一個縣。面積2,981平方公里。根据美國2000年人口普查，共有人口4,367人。縣治伊普斯維奇 （Ipswich）。
成立於1873年1月8日，縣政府成立於1883年7月27日。縣名紀念達科他準州州長牛頓·埃德蒙茲。